# Атаев, Аннаклыч
Аннаклыч Атаев (7 ноября 1912—22 января 1943) — командир эскадрона 294-го кавалерийского полка 112-й добровольческой Башкирской кавалерийской дивизии 8-го кавалерийского корпуса 5-й танковой армии Юго-Западного фронта, лейтенант, Герой Советского Союза (1943). Герой Туркменистана.

## Биография
Родился 7 ноября 1912 года в селе Бедиркент Хивинского ханства (советское время — Тахтинский район Ташаузской области Туркменской ССР, ныне — Гёроглынский этрап Дашогузского велаята) в крестьянской семье. Туркмен по национальности.
Окончил Чарджоуский педагогический техникум, затем работал директором школы в посёлке городского типа Тахта, инструктором Ташаузского областного совета Осоавиахима.
В Красной Армии в 1934—1937 годах и с 1941 года. В боях Великой Отечественной войны с 1942 года.
Командир 1-го эскадрона 294-го кавалерийского полка (112-я добровольческая Башкирская кавалерийская дивизия, 8-й кавалерийский корпус, 5-я танковая армия, Юго-Западный фронт).
21 января 1943 года подразделение Атаева из 30 человек, перейдя по замёрзшему льду реки Северский Донец, внезапным ночным ударом овладело господствующей высотой 79,9 в обороне противника в районе города Белая Калитва Ростовской области и удерживало её до подхода подкрепления.
В первый же день защитники высоты уничтожили более 200 гитлеровцев. В живых остались 17 бойцов. На следующий день гитлеровцы бросили в бой батальон пехоты при поддержке 10 танков.  Отряд Атаева уничтожил ещё 450 солдат противника и подбил 3 танка. Всего за двое суток непрерывных боёв эскадрон отразил семь вражеских атак, уничтожив около трёхсот гитлеровцев, три танка, бронемашину. Атаев погиб 22 января 1943 года.
Указом Президиума Верховного Совета СССР «О присвоении звания Героя Советского Союза начальствующему и рядовому составу Красной Армии» от 31 марта 1943 года за «образцовое выполнение боевых заданий командования на фронте борьбы с немецкими захватчиками и проявленные при этом отвагу и геройство» удостоен посмертно звания Героя Советского Союза. Командование представило бойцов, сражавшихся с Атаевым к званию Героя Советского Союза, но в итоге бойцов посмертно наградили орденом Отечественной войны I степени.
Весной, когда сошёл снег, местные жители посёлка шахты № 3 (ныне посёлок Атаева) похоронили тела защитников высоты в окопе и ухаживали за могилой. В 1965 году тела погибших были перезахоронены в братской могиле на площади Павших Борцов города Белой Калитве.

### В воспоминаниях современников
В этих кровопролитных боях навсегда увековечил своё имя славный сын Туркмении гвардии лейтенант Аннаклыч Атаев. Его сабельному эскадрону в составе 29 человек было приказано овладеть укреплённой высотой и удерживать её, прикрывая 112-ю кавдивизию от удара противника во фланг и тыл. Эскадрон лихим налётом выбил гитлеровцев из нескольких кирпичных построек и закрепился на высоте. Противник постарался вернуть этот важный опорный пункт. Немецкие автоматчики при поддержке артиллерии и бронемашин в течение одного дня семь раз безуспешно атаковали горстку конников.

На следующий день эскадрон Атаева был атакован батальоном немецкой пехоты с 16 танками. Вооружение кавалеристов составляли только автоматы, карабины, шашки, два-три десятка противотанковых и 60 ручных гранат, 40 бутылок с горючей смесью. Кавалеристов осталось в живых только 16 человек, да и те были изранены. А всё же не покинули высоту…

…Все смельчаки погибли в этом бою, но задачу свою выполнили до конца…

Смертью храбрых пал и отважный командир эскадрона гвардии лейтенант Аннаклыч Атаев, удостоенный посмертно высокого звания Героя Советского Союза.
— Герой Советского Союза генерал армии Хетагуров Г. И. Исполнение долга. — М.: Воениздат, 1977. — С. 111—112.

## Награды
- Герой Советского Союза (31 марта 1943, медаль «Золотая Звезда»)[7];
- орден Ленина (31 марта 1943)[7];
- Герой Туркменистана[4].

## Память
- На месте подвига 29-и воинов-атаевцев из 112-й Башкирской кавалерийской дивизии сооружён трёхметровый обелиск из белого мрамора[4][5].
- Имя А. Атаева высечено золотыми буквами на мемориальных досках вместе с именами всех 78-и Героев Советского Союза 112-й Башкирской (16-й гвардейской Черниговской) кавалерийской дивизии, установленных в Национальном музее Республики Башкортостан (город Уфа, улица Советская, 14) и в Музее 112-й (16-й гвардейской) Башкирской кавалерийской дивизии (г. Уфа, улица Левитана, 27).
- Имя Героя носит школа № 2 в городе Белая Калитва[11][4].
- В 1968 году в 25-ю годовщину освобождения города Белая Калитва, на безымянной высоте, где сражались атаевцы, воздвигнут памятник, и эту высоту народ назвал «Высотой Бессмертия».
- Почётный гражданин города Белая Калитва[5].